# BQ Андромеды
BQ Андромеды (лат. BQ Andromedae) — одиночная переменная звезда в созвездии Андромеды на расстоянии (вычисленном из значения параллакса) приблизительно 15334 световых лет (около 4701 парсека) от Солнца. Видимая звёздная величина звезды — от +15,7m до +12m.

## Характеристики
BQ Андромеды — красная пульсирующая переменная звезда, мирида (M) спектрального класса M. Эффективная температура — около 3347 K.